# Michael Hayes (Wrestler)
Michael Seitz (* 29. März 1959 in Pensacola, Florida) ist ein ehemaliger US-amerikanischer Wrestler, der unter dem Ringnamen Michael Hayes als Anführer der The Fabulous Freebirds bekannt wurde. Als Ringsprecher arbeitete er unter dem Namen Dok Hendrix in der World Wrestling Federation (WWF, heute WWE). Er ist heute einer der Hauptschreiber für die WWE-Sendung SmackDown.

## Aktive Wrestlingkarriere

### Frühe Phase
Hayes wurde von Afa Anoa’i trainiert und begann in einer lokalen Wrestling-Promotion in Tennessee mit dem Wrestling. Hayes nannte sich dort Michael „P.S.“ Hayes (das „PS“ steht für „Purely Sexy“). 1979 gründete er mit Terry „Bam Bam“ Gordy das Tag Team The Fabulous Freebirds, dem sich Buddy „Jack“ Roberts anschloss. Die drei hielten viele Titel in der Promotion. Hayes begann also eine Art Moonwalk im Stile von Michael Jackson auszuführen.
The Freebirds blieben von 1980 bis 1982 in der NWA-Promotion Georgia Championship Wrestling aktiv, wo sie mehrere National-Tag-Team-Titel hielten.

### World Class Championship Wrestling
1982 wechselten die drei Freebirds zu World Class Championship Wrestling (WCCW), wo sie ihre bekanntesten Fehden mit der Von-Erich-Familie hatten. Weihnachten 1982 war Hayes der Gastringrichter bei einem Match um den NWA World Heavyweight Championship zwischen Ric Flair und Kerry Von Erich in einem Steel Cage. Hayes schlug Flair nieder, doch Von Erich weigerte sich, Flair zu pinnen. Terry Gordy schlug daraufhin Von Erich die Tür an den Kopf und Flair konnte seinen Titel verteidigen. Dies führte The Fabulous Freebirds und die Von Erichs in eine Storyline, die sich über die restliche WCCW-Zeit erstreckte und die erst 1993 bei einem Tributmatch für den verstorbenen Kerry Von Erich beendet wurde.
Hayes wurde immer als Anführer der Gruppe porträtiert. Er sang außerdem das Lied Badstreet USA (1983), einer der ersten Auftrittsmusiken, die aus dem Rockgenre stammte. Im Musikvideo traten alle drei Freebirds, sowie Jimmy Garvin, der lose zur Gruppe gehörte, auf. Musikalische Grundlage war Lynyrd Skynyrds Lied Free Bird.
1984 wechselten die Freebirds für kurze Zeit zur WWF, verließen die Promotion aber wieder, als das Management sie auflösen und als Einzelwrestler einsetzen wollte. Sie traten ein Jahr später für eine kurze Zeit in der AWA auf und hatten Auftritte als Gegner der Road Warriors. Beim SuperClash 1985 gewannen sie den „AWA World Tag Team Championship“, der Titel wurde ihnen aber wieder aberkannt. Danach sorgten die Freebirds dafür, das Jimmy Garvin und Steve Regal den Titel den Road Warriors abnahmen. Sie verließen danach die Liga und kehrten nach Texas zurück. 1986 sind die Freebirds in der Eröffnungssequenz des Films Highlander – Es kann nur einen geben zu sehen.

### UWF
Die Freebirds traten zwischen 1986 und 1987 in der Universal Wrestling Federation mit „Sunshine“ als ihre Managerin auf und hatten Fehden mit The Fantastics (Bobby Fulton und Tommy Rogers), sowie „Dr. Death“ Steve Williams.
1986 wurde Hayes’ Teampartner Terry Gordy der erste Träger des UWF-Heavyweight-Titels. Die Storyline mit mehreren Titelwechseln und Kämpfen gegen One Man Gang und General Skandor Akbars Devestation Inc. führte schließlich zur Auflösung des Tag Teams. Hayes blieb als Babyface aktiv und trat bei Starcade 1987 mit Jimmy Garvin und Sting gegen ein Team bestehend aus Eddie Gilbert, Rick Steiner und Larry Zbyszko an. Er durfte auch NWA World Champion Ric Flair herausfordern.

### Rückkehr zu World Class Championship Wrestling
1987 kehrte Hayes zurück zu WCCW, wo seine ehemaligen Partner mit Iceman Parsons als drittem Mann als Freebirds auftraten und ihre Fehde mit den Von-Erichs fortsetzten. Hayes begann zusammen mit den Von Erichs gegen seine ehemaligen Partner zu agieren. Bei der Großveranstaltung 1988 World Class Parade of Champions verlor Hayes ein „Hair vs. Hair“-Match gegen seinen ehemaligen Partner Terry Gordy. Doch dieser weigerte sich ihm die Haare abzuschneiden. Die beiden wurden nun als Babyfaces eingesetzt.

### National Wrestling Alliance
1989 verließ Hayes die WCCW und kämpfte für Jim Crocketts Mid-Atlantic Championship Wrestling, wo er weiterhin als Babyface eingesetzt wurde und gegen Butch Reed, Ric Flair, Barry und Kendall Windham antreten durfte. Hayes gewann den U.S. Champion-Gürtel von Lex Luger, verlor ihn kurze Zeit später. In der Promotion vereinigten sich die Freebirds wieder und wurden neue NWA World Tag Team Champions.

### World Championship Wrestling
1991 benannte sich Jim Crockett Promotions in World Championship Wrestling (WCW) um und The Freebirds traten gegen The Young Pistols (Steve Armstrong und Tracy Smothers) an. Mit Badstreet kam ein neuer Freebird zum Team. Sie gewannen unter anderem die U.S. Tag Team Titles und den Six-Man Title. Für eine kurze Zeit agierte Diamond Dallas Page als ihr Manager. Nachdem Badstreet 1991 wieder ausstieg, verloren die Freebirds an Bedeutung und lösten sich 1992 auf.
Hayes wurde als Heel eingesetzt und managte Arn Anderson und Bobby Eaton. 1993 turnte er wieder zum Babyface und hatte eine Fehde mit Paul Orndorff. Ein Tag Team bildete er mit Johnny B. Badd. Im gleichen Jahr begann er außerdem als Kommentator zu arbeiten. 1994 verließ er die WCW und trat zusammen mit Garvin und Gordy in der Global Wrestling Federation wieder als The Freebirds auf.

## Nach der aktiven Wrestling-Karriere

### World Wrestling Federation/Entertainment
1995 musste Hayes wegen einer Verletzung seine aktive Wrestling-Karriere aufgeben. Er trat von nun an als Host Dok Hendrix neben Todd Pettengill in der WWF Action Zone auf. Häufig wird ihm die Erfindung des Stone Cold Stunners von Steve Austin zugeschrieben, doch tatsächlich erfand ihn der WWE Road Agent/Director of Talent Relations John Laurinaitis. Aber Hayes brachte Austin bei, wie man ihn ansetzt und ausführt.
1999 trat er für eine kurze Zeit wieder als Wrestler für Power Pro Wrestling an, wo er den dortigen Titel gewann. Er kehrte dann als Manager der The Hardy Boyz (Matt und Jeff Hardy) zur WWF zurück. Später wurde er Road Agent und anschließend von 2000 bis 2001 Kommentator von Sunday Night Heat. 2001 trat er bei WrestleMania X-Seven bei einer Battle Royal an.
2002 war er bei einem Flug nach England dabei, wo betrunkene Wrestler sich einen Spaß mit ihm erlaubten und seine Haare abschnitten und an der Wand festklebten. Der Flug machte durch die derben Scherze der Wrestler Schlagzeilen und führte zur Entlassung von Curt Hennig.
Von 2002 bis 2006 trat Hayes gelegentlich in den Storylines von WWE-Shows auf. Im Oktober 2006 wurde er Hauptschreiber für SmackDown.
Am 23. April 2008 wurde Hayes 60 Tage suspendiert, weil er sich über einen Unfall des Wrestlers Mark Henry lustig gemacht hatte und rassistische Kommentare abgab.
Bei der WWE Superstars-Ausgabe vom 12. Mai 2011 fungierte er als Manager von Tyson Kidd. Eine Woche später beendete Hayes nach einem Match die Zusammenarbeit wieder.
Am 2. April 2016 wurde Hayes mitsamt seinem früheren Stable The Fabolous Freebirds in die WWE Hall of Fame aufgenommen.

## Musik
1987, als das „Badstreet“-Lied wieder populär wurde, nahm Hayes das Album Off The Streets auf. Er spielte auch einige Konzerte mit seiner Backing-Band „Badstreet Band“. Im Juli 1998 erwähnte das Pro Wrestling Illustrated die Band positiv. Auch in der Folgezeit trat er im Rahmen von Auftritten bei der WCCW immer wieder mit seiner Band auf, so unter anderem im Dallas Sportatorium der WCCW. Konzerte wurden auch genutzt, um die Storylines voranzutreiben.

## Titel
- Georgia Championship Wrestling
  - NWA Georgia Tag Team Championship (1×) – mit Terry Gordy
  - NWA National Tag Team Championship (4×) – mit Terry Gordy (3×) und Otis Sistrunk (1×)
  - NWA United National Championship (1×)

- Mid-South Wrestling Association
  - Mid-South Tag Team Championship (1×) – mit Terry Gordy

- NWA Mid-America
  - NWA Mid-America Tag Team Championship (2×) – mit Terry Gordy

- Power Pro Wrestling
  - PPW Heavyweight Championship (1×)

- Pro Wrestling Illustrated
  - PWI Tag Team of the Year 1981 – mit Terry Gordy
  - Platz 3 der „Top 100 Tag Teams of the PWI Years“ zusammen mit Terry Gordy 2003[8]

- Mid-Atlantic Championship Wrestling/World Championship Wrestling
  - NWA United States Heavyweight Championship (1×)
  - NWA World Tag Team Championship (Mid-Atlantic version) (1×) – mit Jimmy Garvin
  - WCW United States Tag Team Championship (2×) – mit Jimmy Garvin
  - WCW World Six-Man Tag Team Championship (1×) – mit Jimmy Garvin und Badstreet
  - WCW World Tag Team Championship (1×) – mit Jimmy Garvin

- World Class Championship Wrestling / World Class Wrestling Association
  - NWA American Tag Team Championship (1×) – mit Terry Gordy
  - NWA World Six-Man Tag Team Championship (Texas version) (6×) – mit Terry Gordy und Buddy Roberts (6×) und mit Kerry Von Erich und Kevin Von Erich (1×)
  - WCWA World Six-Man Tag Team Championship (1×) – mit Terry Gordy und Buddy Roberts
  - WCWA World Tag Team Championship (2×) – mit Steve Cox

- Wrestling Observer Newsletter awards
  - „Match of the Year“ (1984) mit Buddy Roberts und Terry Gordy vs. The Von Erichs (Kerry, Kevin und Mike Von Erich) in einem Anything-Goes-Match am 4. Juli
  - Tag Team of the Year (1980) mit Buddy Roberts als The Fabulous Freebirds
- World Wrestling Entertainment
  - Hall of Fame 2016